# Swiss Policy Research
Swiss Policy Research (SPR), bis zur Umbenennung im Mai 2020 Swiss Propaganda Research, ist eine seit 2016 bestehende Website, die sich selbst als «Forschungs- und Informationsprojekt zu geopolitischer Propaganda in Schweizer und internationalen Medien» bezeichnet. Die Inhalte werden von Journalisten und Wissenschaftlern als verschwörungstheoretisch eingeordnet. Der Betreiber der Website bleibt anonym, und ein Bezug zur Schweiz wurde in Frage gestellt.

## Aktivitäten
In zwei angeblichen «Studien» waren 2016 die Neue Zürcher Zeitung und 2017 das Schweizer Radio DRS, also genau jene zwei Nachrichtenquellen, welche sich in der Schweiz auch laut Umfragen durch die höchste Glaubwürdigkeit auszeichnen, als Propaganda abzuwerten versucht worden. 
Ein wissenschaftlicher Wert lasse sich nicht erkennen, so Vinzenz Wyss, methodisch würden diese «Studien» der komplexen Fragestellung sicher nicht gerecht, wenn sich die Analyse wie im Fall des SRF nur auf einen Tag und einen Inhalt beziehe. Der Medienwissenschaftler Stephan Ruß-Mohl hält diese «Studien» ihrerseits für Propaganda, es sei unseriös, wenn angebliche «Wissenschaftler» anonym bleiben wollten. «Das geht gar nicht, jedenfalls nicht in einem Land wie der Schweiz». Er habe Zweifel daran, dass es sich um Forscher handle.
Während der COVID-19-Pandemie verbreitete eine Veröffentlichung mit der Bezeichnung «Fakten zu Covid-19» Falschinformationen zur COVID-19-Pandemie. Die zusammengestellten Quellen sollten zeigen, dass die COVID-19-Erkrankung mit einer Influenza (Grippe) vergleichbar sei und somit die Massnahmen der Pandemiebekämpfung unverhältnismässig seien. Diese Informationen verwendete beispielsweise auch der deutsche Oberregierungsrat Stephan Kohn im Innenministerium in deutschlandweit versendeten Thesen, der daraufhin wegen privater Meinungsäusserungen unter Verwendung behördlicher Symbole vom Amt suspendiert wurde.

## Urheber der Internetplattform
Unter Kontakt erklärt der Betreiber von SPR, dass er anonym bleiben möchte, um «potentiellen Repressionen» zu entgehen. Auch die vermeintlichen «Forschungsberichte» werden anonym veröffentlicht.
Ein Impressum ist nicht vorhanden.

## Einordnung und Kritik
In einer Studie der Universität Zürich aus dem Jahr 2017 über Medienstrukturen in der Schweiz werden «sechs der am meisten diskutierten alternativen Medien analysiert». Laut Daniel Vogler vom Institut für Kommunikationswissenschaft und Medienforschung der Universität Zürich «greifen sie auf Verschwörungstheorien zurück». Weiter schreibt Vogler über die Seite Swiss Propaganda Research, dass sie «als pseudowissenschaftliches Medienforschungsprojekt» auftrete.
Die deutsche Tagesschau kritisierte 2017 unter dem Titel «Desinformation statt seriöser Forschung», dass die Seite seriös wirke, Medienforscher jedoch Mängel an der Herangehensweise sehen würden. Es sei unklar, wer hinter den Studien stehe.
Der Journalist Felix E. Müller schrieb 2018 in der NZZ am Sonntag: «Wir müssen keine Bühne für deutsche Streitereien bieten» und schätzt ein, dass die Website mit unhaltbaren Behauptungen gegen die hiesigen Medien schiesst und sich weigere, offenzulegen, wer dahintersteckt. Wer die Schweiz mit Denkmustern aus Deutschland verstehen wolle, lande auf dem Holzweg. Die Medien in der Schweiz hätten eine vergleichsweise gute Akzeptanz und er führt mehrere Belege dafür an. Er sieht darin einen Grund, weshalb in der Schweiz im Unterschied zu Deutschland kaum ein Biotop von alternativen Medien existiere. Es würden zwar auf der Schweizer Bühne Debatten ausgetragen, die in Deutschland konzipiert worden seien. Die breite Masse des Publikums in der Schweiz erreiche man damit offensichtlich nicht.
Patrick Gensing stellte im April 2020 im ARD-Faktenfinder richtig, dass die Behauptung der Einführung einer Coronaviruszensur per Gesetz in Dänemark durch Swiss Propaganda Research nicht der Wahrheit entspricht, sondern sich das «Gesetz zur Änderung von Straf-, Rechtspflege- und Ausländergesetz» hauptsächlich gegen Kriminalität in Zusammenhang mit der Coronaviruskrise richtete und keinerlei Umsetzung von Zensur darin erkennbar war.
Die Journalistin Andrea Haefely kritisierte im Mai 2020 in der Zeitschrift Beobachter: «Die Website Swiss Propaganda Research unterstellt den Schweizer Medien das, was sie selber tut: Die Leser mit fragwürdigen Informationen zu füttern.» Wie viel Schweiz tatsächlich in der Site stecke, sei unklar. Die Tatsache, dass der hierzulande nicht gebräuchliche Buchstabe ß ganze 529 mal auftauche, spräche eher dafür, dass deutsche Kreise am Werk seien.
Der Journalist Kurt Pelda schätzte im Mai 2020 im Tages-Anzeiger ein, dass durch die Coronakrise auch Swiss Propaganda Research deutlich mehr Zulauf erhalten hat. Demonstranten misstrauen der Regierung und der Presse, Inspiration holen sie bei den «alternativen Medien» im Internet, wozu SPR gehöre. Entsprechendes Material wurde auf einer Demonstration in Zürich verteilt. Pelda wirft der Website vor, «besonders üble Propaganda über den Krieg in Syrien» zu verbreiten. So behaupte SPR, dass die dortigen Chemiewaffenangriffe inszeniert worden seien, obwohl UNO-Untersuchungen das Gegenteil bewiesen hätten.
Der Bayerische Rundfunk bemerkte im Juni 2020 zur Arbeit von SPR: «Sie betreiben selektive Quellenarbeit und verkürzen Studienergebnisse. Stattdessen sammeln der oder die Urheber Links aus verschiedenen, teils nicht vertrauenswürdigen Quellen und ändern ihre Aussagen, ohne die Gründe dafür transparent zu machen. Das entspricht nicht den Qualitätsstandards von Wissenschaft oder Journalismus – ebenso wenig wie die als ‹Studien› bezeichneten Dokumente zur Medienkritik.»
Matthias Bärlocher von nau.ch schrieb Anfang November 2021, dass «Swiss Policy Research» dafür berüchtigt sei, «Zitate aus dem Zusammenhang zu reissen».

## Publikum
77 Prozent der Abrufe seien 2017 aus Deutschland erfolgt. Laut dem Statistikdienstleister Alexa stammten im Juni 2019 64,7 Prozent der Seitenaufrufe aus Deutschland, im Juli 74 Prozent. Im November 2020 stammten 30 Prozent der Seitenaufrufe aus den USA, Anfang September 2021 43 Prozent, im Januar 2022 waren es 54 Prozent.